# تامرا مائوری
تامرا مائوری (انگلیسی: Tamera Mowry؛ زادهٔ ۶ ژوئیهٔ ۱۹۷۸) یک هنرپیشه و مانکن اهل ایالات متحده آمریکا است.

## گزیدهٔ آثار

### سینما
- دختران داغ (۲۰۰۲)

### تلویزیون
- بازدید هالیوود (۲۰۱۱)
- مرد خانواده (۲۰۰۷–۲۰۰۶)
- تمام این‌ها (۱۹۹۶)